# Domingos Jorge
Domingos Jorge (Vermoim-Nagasaki, 1619) foi beatificado em 7 de Julho de 1867, pelo Papa Pio IX, pelo seu corajoso martírio, no século XVII, na sequência da perseguição japonesa aos cristãos.

## Biografia
Depois de ter partido como soldado para a Índia empreendeu viagem para o Japão apesar de saber que o catolicismo era aí proibido por ser “elemento de influência ocidental e um perigo para a ordem social e religiosa”.
Estando lá casou com uma jovem japonesa, baptizada por um missionário português com o nome de Isabel Fernandes e viviam em Funai e eram membros fervorosos da Fraternidade do Rosário, ligada aos jesuítas.
Na noite de 13 de Dezembro de 1618, o governador de Nagasáki, Gonrócu, por ter sabido que em sua casa tinha escondido dois missionários jesuítas, o padre italiano Carlos Spínola e o português Irmão Ambrósio Fernandes, assim como o catequista japonês João Kingoku, mandou-os prender.
Após um ano de prisão, Domingos Jorge foi chamado, juntamente com outros quatro companheiros, entre eles Leonardo Kimura que era neto do primeiro japonês baptizado por S. Francisco Xavier, e foi a pé e descalço até ao monte, chamado “Monte Santo”, situado à saída da cidade, onde foram queimados.
Três anos depois, a 10 de Setembro de 1622, também sua mulher e o seu filho Inácio, com apenas quatro anos de idade, foram igualmente martirizados.

## ligações externas
- Beato Domingos Jorge, leigo, mártir, +1619, Pe. João Caniço, evangelhoquotidiano.org